# 女天狗

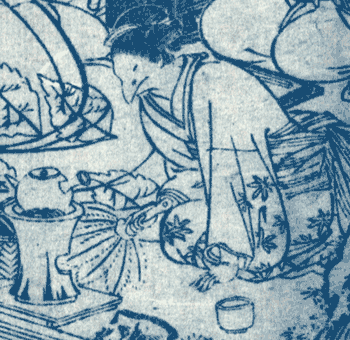
芝全交『風雷神天狗落種』（1782年）より。江戸時代の黄表紙では女性の天狗もたびたび描かれる。

女天狗（おんなてんぐ）は、日本の古典文学作品や民間伝承に登場する天狗のうち、特に性別が女性であるとされるものである。

## 概要
女天狗は、男天狗と共に世俗の人々に混じって存在しているという。その姿は長い頭髪を持ち、黛（まゆずみ）や紅・おしろいで化粧し、歯には鉄漿をつけ、緋色の袴、小袖五ツ衣、薄衣の被衣を身に着けており、天狗どころか優美な女性にしか見えず、背の翼を見るまでは天狗とはわからなかったという。
『源平盛衰記』には、驕慢な性格の尼僧が尼天狗（あまてんぐ）になるとある（女性の尼天狗に対して男性のものは法師天狗と併記している）。尼天狗の顔は天狗に似るが、もとが尼のために頭は剃髪しており、背に翼を持ち、法衣を身にまとっているという。
江戸時代の百科事典『和漢三才図会』巻44「治鳥 付 天狗 天魔雄」や諦忍の著書『天狗名義考』では、『先代旧事本紀』に記されている文の引用であるとして（実質は『先代旧事本紀大成経』）、スサノオが吐き出した猛気から天逆毎姫（あまのさこのひめ）という獣の首と人の体を持つ女神が生まれており、これが天狗の祖先であるとしている。この、天逆毎姫が女天狗のはじまりであるともいわれる。

### 霊山での天狗
女の天狗があるとする記述が見られる一方、『甲子夜話』に記されている源左衛門、『仙境異聞』の天狗小僧寅吉など、天狗などの棲む山の世界へ連れて行かれた江戸時代の人物の語ったという内容には女天狗の記述が見られなかったり、女人禁制の霊山には女性はいないとする内容がほとんどであり、女天狗の記述は見られていない。国学者・平田篤胤に女はいたかと質問された寅吉は「他の山は知らず、岩間・筑波などは女人禁断の山なるゆえに決して女なし」と返答している。

## 民間伝承
川に住む天狗であるとされる川天狗の中に、女の天狗が存在しているとうかがえる内容を含む伝承報告がいくつか存在しているが、詳細は不明。
- 東京都小河内村の大畑淵という淵にいた川天狗は夫婦で存在しており、嫁は美しい娘の姿をしていたという[6]。
- 山梨県南巨摩郡南部町では川天狗を女天狗とも呼ぶ。普通の天狗に比べて優しい顔かたちをしてるともいう[7]。

山姥（やまんば）のことを「てんぐさまの女房」と呼ぶ地方もあった。